# Magno Cruz
Magno Cruz (født 20. maj 1988) er en brasiliansk fodboldspiller.